# Język moraid
Język moraid – język zachodniopapuaski używany przez grupę ludności w indonezyjskiej prowincji Papua Zachodnia. Według danych z 1988 roku posługuje się nim 1000 osób.
Nazwa „moraid”, odnoszona do języka i grupy etnicznej, znaczy tyle, co „ludność Moi z terenów w głębi wyspy”. Lud Moraid określa się również jako Koboro. 
Dzieli się na dwa dialekty. Publikacja Peta Bahasa podaje, że jego użytkownicy zamieszkują wieś Sailala (dystrykt Sayosa). W podobnej lokalizacji geograficznej używane są języki abun, moi i tehit. 
Należy do rodziny języków zachodniej Ptasiej Głowy. Jest blisko spokrewniony z językami kalabra i tehit.